# Кантакузини
Кантакузини (грчки: Καντακουζηνός) су били припадници истакнуте византијске породице чији су чланови средином 14. века носили титулу византијског цара. Била је византијска грчка племићка породица која је постала истакнута у средњем и касном Византијском царству. Породица је постала један од најбогатијих земљопоседника у царству и обезбедила је неколико истакнутих гувернера и генерала, као и два византијска цара између 1347–1357. године.
Средином 14. века, Кантакузини су довели у питање владавину династије Палеолога и скоро се успоставили као нова царска породица. После смрти цара Андроника III Палеолога, престо је наследио његов малолетни син цар Јован V. Први грађански рат избио је између 1341-1347. године, са царицом Аном, патријархом и Апокавком на једној страни против моћног великог доместика Јована VI Кантакузина на другој. У почетку као победник, Јован VI је проглашен за старијег цара (заједно са Јованом V) и покушао је да консолидује своју породицу на престолу; такође је прогласио свог сина Матеја за цара - савладара 1353. године. Желећи да преузме власт за себе, цар Јован V је покренуо други грађански рат између 1352–1357. године, из ког је изашао као победник као једини византијски цар, одлучно збацивши Кантакузине са престола. Породица је наставила да носи важне титуле у царству и задржала своју позицију деспота Мореје до 1383. године. Кантакузини су се у великој мери венчавали са другим византијским племићким породицама као што су Палеолози, Филантропини, Асени и Тарханиоти.

## Презиме
Порекло презимена породице, према Доналду Николу, „лежи између романтичних нагађања и филолошких нагађања.“ Примере даје принц Михаило Кантакузин, румунски аристократа из 18. века из породице Кантакузена који води своје порекло од ове византијске породице. прве врсте, наводи да су родоначелници породице извесни "Луцие Кузин" који се оженио са "Серафином Катину", и ујединили су њихова породична имена у сложено "Ка(н)такузин"; ова теорија је сада одбачена. Никол и Каждан фаворизују етимологију коју је проследио Константин Амантос, према којој име Кантакоузин потиче од ката-Коузенан (грчки: κατα-κουζηναν или κατα-κουζηνον), од локалног Коузена, на крајњим речима Коузена. назив за јужни део планине Сипил код Смирне. Никол наводи неке везе које је Кантакузин имао са местом у 11. и 13. веку.

## Историја
Кантакузини се појављују по први пут током владавине цара Алексија I Комнина (1083-1118), током цареве кампање против Кумана. Чланови породице Кантакузин су током епохе Комнина били високи војни званичници. Севаст Јован Кантакузин убијен је у бици код Мириокефалона, док је цезар Јован Кантакузин, вероватно унук убијеног севаста, оженио Ирину Анђелину, сестру цара Исака II Анђела. Кантакузини су у време Четвртог крсташког рата и латинског заузећа Цариграда (1204. године) били међу највећим поседницима у Царству. Кантакузини су истакнути чланови византијске политике и током владавине Палеолога. Михајло Кантакузин је 1308. године постављен за управника Мореје. Његов син био је Јован Кантакузин, мега доместик, намесник и на крају византијски цар (1341-1354. године) као противник цара Јована V Палеолога у грађанском рату. Цар Јован VI је присиљен на абдикацију и повлачење у манастир. Његов син Матија такође је владао Византијом као цар - савладар (1353-1357). Млађи Јованов син, Манојло, владао је као морејски деспот од 1349. до 1380. године. Јованова ћерка Јелена била је удата за цара Јована V Палеолога. Марија, друга ћерка, била је удата за Нићифора II Орсинија, епирског деспота, а трећа ћерка, Теодора, за османског бега Орхана. Двојица Матијиних синова владали су накратко Морејом. О Јовану нема много података, а сматра се да је умро без деце. Могући потомци Димитрија су: Ђорђе, Андроник (последњи византијски мега доместик), Ирина (удата за српског деспота Ђурђа Бранковића), Тома (служио на двору Бранковића) и Јелена (трапезунтска царица, супруга цара Давида Великог Комнина). Имао је и ћерку непознатог имена која је постала краљица Грузије.

### Средњевизантијски период
Кантакузини вероватно потичу из Мале Азије; први пут се јављају у време владавине цара Алексија I Комнина, када је један члан породице водио поход против Кумана 1094. године. Од 12. века надаље, чини се да су њихови интереси и имовина више лежали у европским провинцијама царства у континенталној Грчкој. Као и многе друге византијске породице, уздигли су се до племства као припадници војне аристократије. Поседујући велика имања, постали су део друштвене класе познате у то време као динатои („моћни“). У комнинском периоду, чланови породице су посведочени као војни званичници: севаст Јован Кантакузин био је генерал у време владавине цара Манојла I Комнина и водио је многе успешне походе између 1150–1153. године; погинуо је у бици код Мириокефалона 1176. године. Његов вероватни унук, цезар Јован Кантакузин, оженио се Иреном Анђел, сестром цара Исака II Анђела. У време Четвртог крсташког рата, Кантакузини су били међу највећим земљопоседницима у царству, поседујући огромна имања на Пелопонезу.

### Позновизантијски период
Породица је остала истакнута у периоду владавине Палеолога. У 13. веку чланови породице појављују се на Пелопонезу и Никеји, а неки од њих су примљени у елиту византијског друштва, наследну аристократију, познату као еугенеис („добророђени“). Михаило Кантакузин је постављен за првог епитропоса (гувернера) Мореје 1308. године, а његов син Јован VI Кантакузин је постао мега доместик, намесник и на крају цар (1347–1354). Када је цар Андроник III Палеолог умро 1341. године, његов малолетни син цар Јован V Палеолог (1341–1391. године) наследио је престо. Спорови око намесништва су покренути између две супротстављене аристократске фракције; на једној страни стајао је пријатељ цара Андроника III и моћни велики доместик Јован Кантакузин, који је проглашен за намесника и убрзо га је његова војска признала за цара - савладара. Опозицију његовој фракцији чинио је самопроглашени савет намесништва који се састојао од мајке цара Јована V и удовице царице Ане Савојске, патријарха Јована XIV Калекаса и мегас дукса Алексија Апокавка. Спорови су довели до разорног грађанског рата који је трајао од 1341. до 1347. године и у рату победио је Јован Кантакузин, који је преузео контролу над престоницом и формално је крунисан за старијег цара - савладара као Јован VI. Цар Јован VI Кантакузин је покушао да консолидује сопствену династију на царском престолу удавши своју ћерку Јелену Кантакузин за цара Јована V Палеолога и прогласивши свог сина Матеја Кантакузина за цара - савладара (1353–1357. године). У намери да себи узурпира трон, цар Јован V је покренуо нову серију грађанских ратова од 1352. до 1357. године, против својих царева - савладара, у којима је на крају победио; цара - савладара Матију Кантакузина су Срби, који су се удружили са Палеолозима, ухватили и држали као таоца, и на крају је предат цару Јовану V ради откупа. Поражен, био је приморан да поднесе оставку обележавајући крај царске породице Кантакузин (цар Јован VI је већ био уклоњен са власти и пензионисан у манастиру 1354. године).
Млађи син цара Јована VI, Манојло Кантакузин остао је деспот у провинцији Мореји од 1349. до 1380. године. Од осталих Јованових кћери, Марија се удала за деспота Нићифора II Орсинија од Епира, а Теодора за османског бега Орхана I. Морејски деспот Манојло Кантакузин је умро 1380. године, а наследио га је његов старији брат и бивши цар - савладар Матија, који је отпутовао у Мореју 1361. године. 1382. године, Теодор I Палеолог је постављен од цара Јована V за новог владара Мореје. Године 1383, по преласку власти са Кантакузина на породицу Палеолога, Матијин син, деспот Димитрије I Кантакузин (можда заједно са својим братом деспотом Јованом) накратко је наследио свог оца као владар Мореје и парирао Палеолозима који су ипак стекли контролу над провинцијом; Теодор Палеолог је постао деспот 1383. године.  Верује се да је Јован, о коме је сачувано релативно мало докумената, умро без деце, а да бројни Кантакузини следеће генерације, као и историчар Теодор Спандунес и супруга генеалога Ига Бузака, воде порекло од цара - савладара Матије преко деспота Димитрија. Могући потомци деспота Димитрија (тачно порекло је неизвесно) били су Георгије, звани „Сахатаи“; Андроник, последњи мега доместик Византијског царства; Ирина, која се удала за деспота Ђурађа Бранковића; Тома, који је служио на двору Бранковића; Хелена, која је постала друга жена цара Давида Трапезунтског; и неименовану ћерку, која је можда постала краљица Грузије.

## Цареви династије Кантакузин
| Слика | Име               | Рођење    | Наследник        | Владавина                        | Смрт          | Дужина владавине |
| ----- | ----------------- | --------- | ---------------- | -------------------------------- | ------------- | ---------------- |
|       | Јован Кантакузин  | око 1292. | Јован V Палеолог | 31. март 1347—10. децембар 1354. | 15. јун 1383. | 7 година         |
|       | Матија Кантакузин | око 1325. | Јован V Палеолог | 1353—1357.                       | 15. јун 1383. | 4 године         |